# Polli di allevamento
Polli di allevamento è un album del 1978 di Giorgio Gaber.

## Il disco
È la registrazione integrale dell'omonimo spettacolo proposto da Gaber nella stagione teatrale 1978/1979, effettuata al Teatro Duse di Bologna il 18 ottobre 1978. I brani sono di Giorgio Gaber e Sandro Luporini, mentre gli arrangiamenti sono firmati da Franco Battiato e Giusto Pio. La struttura dello spettacolo è quella del teatro canzone, che prevede l'alternarsi di canzoni e di monologhi di varia durata.
Polli di allevamento è considerato uno dei lavori di Gaber più provocatori e dibattuti, in quanto prende di mira il movimento del Settantasette, accusato senza mezzi termini di velleitarismo e conformismo. La canzone finale Quando è moda è moda, è accompagnata da uno scroscio di applausi ma anche da lunghi fischi.
La canzone La pistola è stata riproposta da Gaber nel 1985 nello spettacolo Io se fossi Gaber, mentre i monologhi La paura, Il suicidio e Dopo l'amore riappaiono nello spettacolo antologico del 1992, Il teatro canzone.

## Tracce
Disco 1
- Introduzione (monologo)[1]
- Timide variazioni (canzone)[2]
- Chissà nel socialismo (canzone)
- Prima dell'amore (monologo)
- L'esperienza (canzone)
- La paura (monologo)
- La pistola (canzone)
- Il vecchio (monologo)
- I padri miei (canzone)
- I padri tuoi (canzone)
- Gli oggetti (monologo)
- La festa (canzone)

Disco 2
- Situazione donna (monologo)
- Eva non è ancora nata (canzone)
- Dopo l'amore (monologo)
- L'uomo non è fatto per stare solo (canzone-monologo)
- L'ingenuo (monologo)
- Polli di allevamento (canzone)
- Il palazzo (monologo)
- Salviamo 'sto paese (canzone)
- Guardatemi bene (canzone)
- Il suicidio (monologo)
- Quando è moda è moda (canzone)
- Finale (monologo)

## Musicisti
- Giorgio Gaber - voce
- Franco Battiato e Giusto Pio - arrangiamenti
- Danilo Lorenzini - pianoforte
- Michele Fedrigotti - pianoforte
- Giuseppe Magnani - violino
- Angelo Leone - violino
- Alfredo Riccardi - violoncello
- Tito Riccardi - viola